# Штурмангоф
Штурманго́ф — посёлок в Большеврудском сельском поселении Волосовского района Ленинградской области.

## История
По данным 1933 года посёлок Штурмангоф в составе Волосовского района не значился.

План посёлка Вруда и усадьбы Штурмангоф 1933 год

Согласно топографической карте РККА 1933 года в восточной части посёлка Вруда находилось отделение совхоза «Сяглицы».
По данным 1966 года посёлок Штурмангоф — отделение совхоза «Сяглицы» входил в состав Врудского сельсовета.
По административным данным 1973 и 1990 годов посёлок Штурмангоф входил в состав Врудского сельсовета с центром в посёлке Вруда.
В 1997 году в посёлке Штурмангоф проживали 11 человек, посёлок относился ко Врудской волости, в 2002 году — 10 человек (русские — 80 %), в 2007 году — 9 человек.
В мае 2019 года посёлок вошёл в состав Большеврудского сельского поселения.

## География
Посёлок расположен в центральной части района близ автодороги 41К-045 (Большая Вруда — Овинцево).
Расстояние до административного центра поселения — 4 км.
Расстояние до ближайшей железнодорожной станции Вруда на линии Мга — Ивангород — 0,8 км.

## Демография
| 2002 | 2007 | 2010 | 2017 |
| ---- | ---- | ---- | ---- |
| 10   | ↘9   | ↗17  | ↘15  |

### Национальный состав
Согласно данным Всероссийской переписи населения 2021 года в посёлке проживали 20 человек, из них:
 русские — 13, азербайджанцы — 6, таджики — 1 человек.